# ジョアン・アルヴァレス・ファグンデス
ジョアン・アルヴァレス・ファグンデス（João Álvares Fagundes）は、ポルトガル北部ヴィアナ・ド・カステロ出身の探検家、船主。1520年から1521年ごろに何度かニューファンドランド島やノヴァスコシアへの探検隊を組織した。
ファグンデスは、ケープブレトン島近くのセントポール島、セーブル島、ペンギン島、Burgeo、サンピエール島、ミクロン島を探検した。
1521年3月13日、ポルトガル王マヌエル1世はファグンデスに、彼の発見物に対する排他的な権利と所有権を与えた。
1521年から1525年の間、ファグンデスはノヴァスコシアで植民地の建設を試みたが、他のことはほとんど知られていない。